# رالف إيرنهارد
رالف إيرنهارد (بالإنجليزية: Ralph Earnhardt) هو سائق سباق أمريكي، ولد في 23 فبراير 1928 في كانابوليس في الولايات المتحدة، وتوفي في 26 سبتمبر 1973 بسبب نوبة قلبية.

## وصلات خارجية
- رالف إيرنهارد على موقع Racing-Reference.info (الإنجليزية)